# Сассекс (округ, Нью-Джерси)
Округ Сассекс (англ. Sussex County) — округ штата Нью-Джерси, США. Согласно переписи населения 2000 года, в округе Сассекс проживало 144 165 человек. По оценке Бюро переписи населения США, к 2008 году население увеличилось на 4,7 %, до 150 909 человек. Сассекс является частью Нью-Йоркской агломерации. В городе Ньютон располагается административный центр округа. Крупнейший населённый пункт округа — тауншип Вернон.